# نيام بيت
نيام بيت (بالفارسية: نیام بیت) هي قرية تقع في قسم بيرسهراب الريفي (مقاطعة تشابهار) في إيران. يقدر عدد سكانها بـ 86 نسمة بحسب إحصاء 2016.